# Scooch
Scooch — британская поп-группа, представители Великобритании на конкурсе песни Евровидение 2007. В состав группы входят Натали Пауэрс (англ. Natalie Powers), Каролин Барнз (англ. Caroline Barnes), Дэвид Дакейс (англ. David Ducasse) и Расс Спенсер (англ. Russ Spencer).

## История
Коллектив начал формироваться осенью 1997, и после долгих прослушиваний и отборов музыкантов был окончательно образован в 1998. Первые выпущенные музыкантами синглы стали популярны в Великобритании, и неоднократно попадали в ротации ведущих радиостанций страны, а также несколько раз размещались в Top-40 UK Singles Chart. Выпустив два альбома и несколько синглов к 2001 группа временно прекращает своё существование. Группа повторно воссоединилась в 2004 для записи сингла «For Sure» (рус. Наверняка). Диск занимает пятнадцатое место в британских чартах. Приняв участие на нескольких выступлениях, группа снова распадается, и соединяется только через три года, для участия в национальном отборочном туре на предстоящий конкурс песни Евровидение 2007, который должен был пройти в Хельсинки (Финляндия). Конкурсная композиция «Flying the flag (for you)» (рус. Лететь под флагом (для тебя)) становится победной, и Scooch получают возможность представить страну на песенном фестивале. В финале конкурса выступление проходит неудачно — с 19 баллами (12 от Мальты и 7 от Ирландии) исполнители финишируют двадцать вторыми (предпоследними), разделив свой результат с Les Fatals Picards. Позднее мальтийская телерадиокомпания заявила, что отдала британским конкурсантам двенадцать баллов в качестве протеста против соседского голосования на Евровидении («благодаря» ему в том году мальтийка Оливия Льюис не вышла в финал конкурса, заняв одно из последних мест в полуфинале; а первую «десятку» в финале составили пост-социалистические страны и их соседи).
После участия на Евровидении группа снова свела к минимуму свою творческую деятельность, хотя участники коллектива не заявляли об очередном распаде группы. Некоторые члены Scooch также ведут сольную карьеру.

## Дискография

### Альбомы
- Welcome to the Planet Pop (2000)
- Four Sure (2000)

### Синглы
- When My Baby (1999)
- More Than I Needed To Know (2000)
- The Best Is Yet To Come (2000)
- For Sure (2004)
- Flying the Flag (for You) (2007)